# Planetezimal
Un corp ceresc constituit într-un disc protoplanetar este numit planetezimal.  Este vorba de un concept introdus printr-una din principalele teorii acceptate în prezent în materie de formare a planetelor, denumită ipoteza planetezimalelor, enunțată de Viktor Safronov, care se sprijină pe coalescența particulelor de praf interstelar în corpuri compacte de peste câteva zeci de kilometri lungime, susceptibile să se atragă gravitațional, pentru a constitui protoplanete de talia unei planete pitice.

## O definiție
Definiția următoare  a fost formulată de specialiștii  participanți la conferința From Dust to Planetesimals (De la praf la planrtezimale) care s-a ținut la castelul Ringberg, în Germania, din 11 până în 15 septembrie 2006 :
„Un planetezimal este un corp solid format în timpul agregării planetelor a căror coeziune internă este dominată de propria lor gravitate și a căror dinamică orbitală rămâne suficient de independentă de efectele de frecare cu gazul nebuloasei circumstelare. Aceasta corespunde obiectelor de dimensiuni superioare unui kilometru.”
Această definiție nu este totuși recunoscută de Uniunea Astronomică Internațională și alte surse pot propune definiții diferite.  În plus, distincția nu este tranșată între planetezimal și protoplanetă